# Chiesa di San Silvestro Papa (Fabrica di Roma)
La chiesa di San Silvestro Papa, nota anche con i titoli di duomo e di collegiata, è la parrocchiale di Fabrica di Roma, in provincia di Viterbo e diocesi di Civita Castellana; fa parte della vicaria Faleritana.

## Storia
La primitiva chiesa di San Silvestro, situata all'esterno della cinta muraria di Fabrica, sorse tra i secoli XI e XII; la prima citazione che ne attesta l'esistenza si ritrova in una bolla di papa Alessandro III del 1177 in cui è menzionata l'ecclesia S.Silvestri in castrum Fabricae, che dipendeva dal monastero di Sant'Elia.

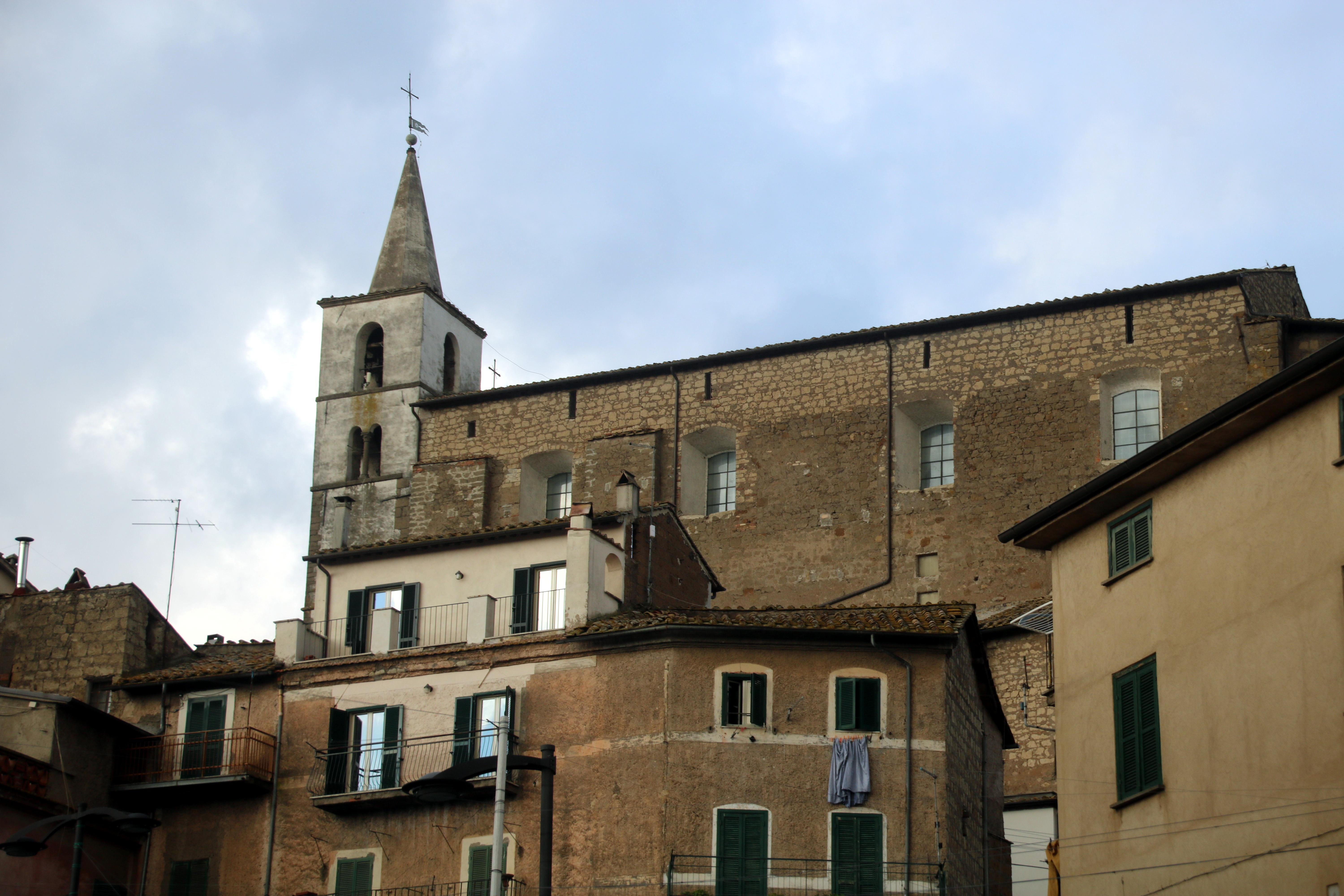
La collegiata e le case del paese

Tuttavia, questo edificio, tra il termine del Duecento e i primi decenni del Trecento, risultava essere caduto in disuso e avvolto dalla vegetazione; allora, nel XV secolo papa Alessandro VI ordinò che la struttura venisse risistemata, ampliata e riaperta al culto e vi traslò la parrocchialità.
La struttura fu oggetto di un ulteriore rifacimento nel XVI secolo; tra il 1655 e il 1657 venne restaurato il pavimento e tra il 1670 e il 1672 fu eretto il campanile su progetto di Sigismondo Iannone.
Nel 1772 ebbe inizio l'intervento di rifacimento in stile neoclassico dell'interno; i lavori vennero portati a termine nel 1775.
Nella seconda metà del XX secolo la chiesa fu interessata da alcune risistemazioni; nel 2008 venne installato l'impianto di riscaldamento, nel 2010 quello di videosorveglianza e nel 2013 quello elettrico.

## Descrizione

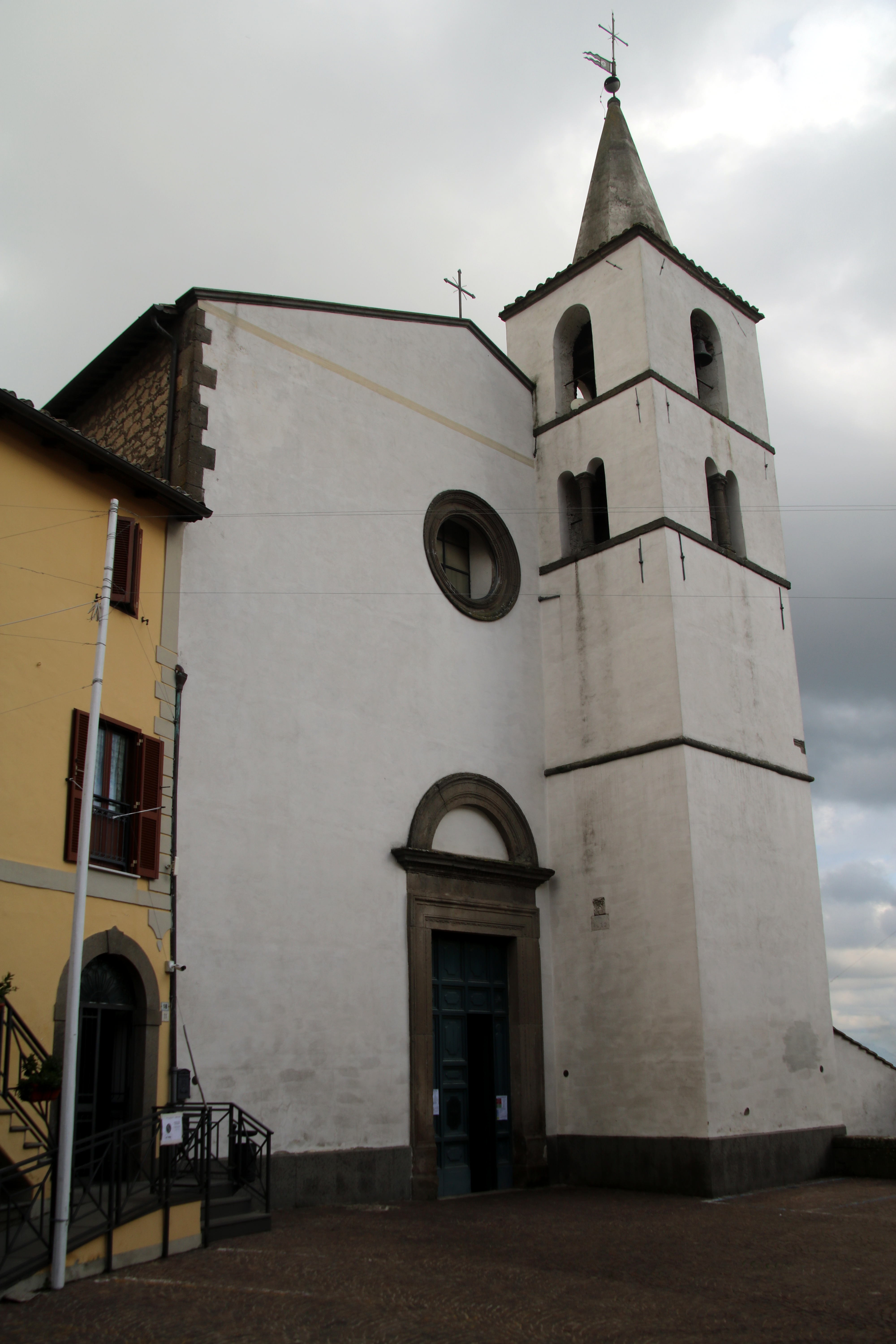
La collegiata e il campanile

### Esterno
La facciata della chiesa, intonacata, presenta centralmente il portale d'ingresso e, sopra di esso, il rosone, entrambi caratterizzati da una cornice in peperino, ed è coronata dal timpano di forma triangolare.
Annesso al duomo è il campanile, suddiviso da cornici marcapiano in quattro registri, dei quali i due superiori presentano rispettivamente delle bifore e delle monofore; è coronato da una guglia a base poligonale.

### Interno
L'interno dell'edificio si compone di un'unica navata, le cui pareti sono scandite da lesene d'ordine tuscanico sorreggenti gli archi a tutto sesto, incornicianti le cappelle laterali, e la trabeazione sopra la quale s'imposta la volta a botte.
Qui sono conservate diverse opere di pregio, quali gli affreschi ritraenti la Gloria del Redentore Benedicente, l'Ultima Cena, la Crocefissione e la Flagellazione e le raffigurazioni dell'Assunzione, dei Santi Elisabetta d'Ungheria, San Gaetano, Francesco d'Assisi e Rosa da Viterbo e delle Anime purganti.